# Bradlo (Pogórze Myjawskie)
Bradlo (węg. Bradló) (543 m n.p.m.) - najwyższy szczyt Pogórza Myjawskiego. Jest to wapienny szczyt powstały przez erozję mniej odpornych skał. Na szczycie stoi Mauzoleum Štefánika. Z Bradla jest widok na zabudowane okolice Brezovej pod Bradlem.

## Szlaki turystyczne
- czerwonym z Myjavy (Szlak Bohaterów Słowackiego Powstania Narodowego, 11,3 km, ok. 3 h)
- czerwonym, a potem   zielonym szlakiem z Brezovej pod Bradlem lub z rozdroża Jandova dolina (Szlak generała Štefánika, 2,2 km)
- żółtym, a potem   zielonym szlakiem ze wsi Košariská
- zielonym szlakiem z osady Dlhý vŕšok